# EM i fodbold for kvinder 1995
EM i fodbold for kvinder 1995 var en fodboldturnering, som foregik mellem 1993 til 1995 (med kvalifikationsrunden). Finalen blev spillet i Tyskland. EM i fodbold for kvinder er en regulær turnering, der involverer landsholde fra Europa, der er medlemmer af UEFA og som har kvalificeret sig til konkurrencen. Turneringen skal finde frem til hvilket europæisk hold er det bedste i Europa.
Tyskland vandt turneringen for tredje gang (inklusive Vesttysklands sejr i den tidligere European Competition for Representative Women's Teams).

## Resulter

### Første kampe
| 11. december 1994 |

| England   | 1 – 4 | Tyskland                                            |
| --------- | ----- | --------------------------------------------------- |
| Farley 7' |       | Mohr 32', 80' · Brocker 68' · Wiegmann 87' (str.) · |

| Watford, England Tilskuere: 800 Dommer: Sándor Piller (Ungarn) |

| 26. februar 1995 |

| Norge                                       | 4 – 3   | Sverige                                   |
| ------------------------------------------- | ------- | ----------------------------------------- |
| Aarønes 44', 64' · Sandberg 60' · Waage 89' | Rapport | Kalte 15' · Andelen 55' · Johansson 61' · |

| Kristiansand, Norge Tilskuere: 2.098 Dommer: Finn Lambek (Danmark) |

### Returkampe
| 23. februar 1995 |

| Tyskland                     | 2 – 1 | England     |
| ---------------------------- | ----- | ----------- |
| Waller 34' (sm.) · Prinz 79' |       | Farley 1' · |

| Bochum, Tyskland Tilskuere: 7.000 Dommer: Kostadin Guerginov (Bulgarien) |

Tyskland vandt 6–2 sammenlagt.
| 5. marts 1995 |

| Sverige                            | 4 – 1   | Norge         |
| ---------------------------------- | ------- | ------------- |
| Kalte 53' · Videkull 59', 61', 76' | Rapport | Medalen 28' · |

| Jönköping, Sverige Tilskuere: 2.147 Dommer: William Young (Skotland) |

Sverige vandt 7–5 sammenlagt.

### Finale
| 26. marts 1995 |

| Tyskland                               | 3–2 | Sverige                      |
| -------------------------------------- | --- | ---------------------------- |
| Meinert 33' · Prinz 64' · Wiegmann 85' |     | Andersson 6' · Andelén 89' · |

| Fritz-Walter-Stadion, Kaiserslautern Tilskuere: 8.500 Dommer: Ilkka Koho (Finland) |